# Place-Saint-Henri (Metro Montreal)

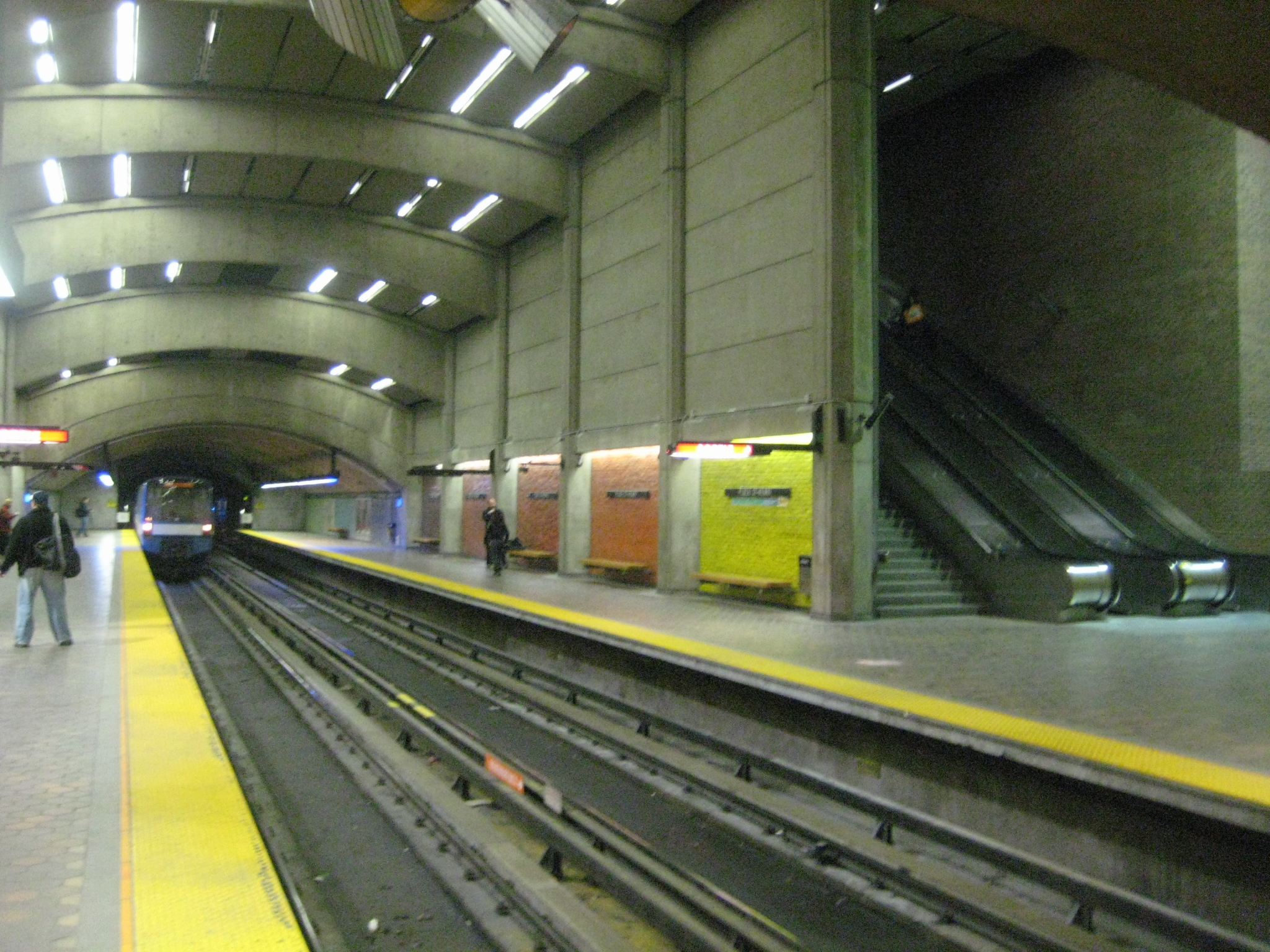
Blick auf die Bahnsteige

Place-Saint-Henri ist eine U-Bahn-Station in Montreal. Sie befindet sich im Arrondissement Le Sud-Ouest an der Kreuzung von Rue Saint-Jacques und Rue Saint-Ferdinand. Hier verkehren Züge der orangen Linie 2. Im Jahr 2019 nutzten 2.867.001 Fahrgäste die Station, was dem 42. Rang unter den insgesamt 68 Stationen der Metro Montreal entspricht.

## Bauwerk
Die von Julien Hébert und Jean-Louis Lalonde entworfene Station entstand in offener Bauweise, was ihr einen sehr geräumigen Eindruck verleiht. Mehrere aneinander geschichtete Gewölbe mit nach außen abnehmender Höhe zieren die Decke. In die Seitenwände sind hohe dreieckige Aushöhlungen eingelassen, die mit gelbem Email verkleidet sind und das Tageslicht von oben hineinlassen. Lange Treppen und Rolltreppen führen hinauf zur Verteilerebene mit Oberlichtern in Form von Sechsecken und gleichseitigen Dreiecken. Von dort aus können drei Ausgänge erreicht werden. Einer befindet sich in einem Pavillon innerhalb einer Buswendeschleife, zwei andere führen beidseits der Rue Saint-Jacques direkt ins Freie.
In 17,7 Metern Tiefe befindet sich die Bahnsteigebene mit zwei Seitenbahnsteigen. Deren Wände sind mit Ziegeln in verschiedenen Farben verkleidet, was einen äußerst bunten Effekt ergibt. Die Entfernungen zu den benachbarten Stationen, jeweils von Stationsende zu Stationsanfang gemessen, betragen 1450,88 Meter bis Vendôme (längster Stationsabstand auf der Île de Montréal) und 579,60 Meter bis Lionel-Groulx. Es bestehen Anschlüsse zu sechs Buslinien und einer Nachtbuslinie der Société de transport de Montréal.

## Kunst

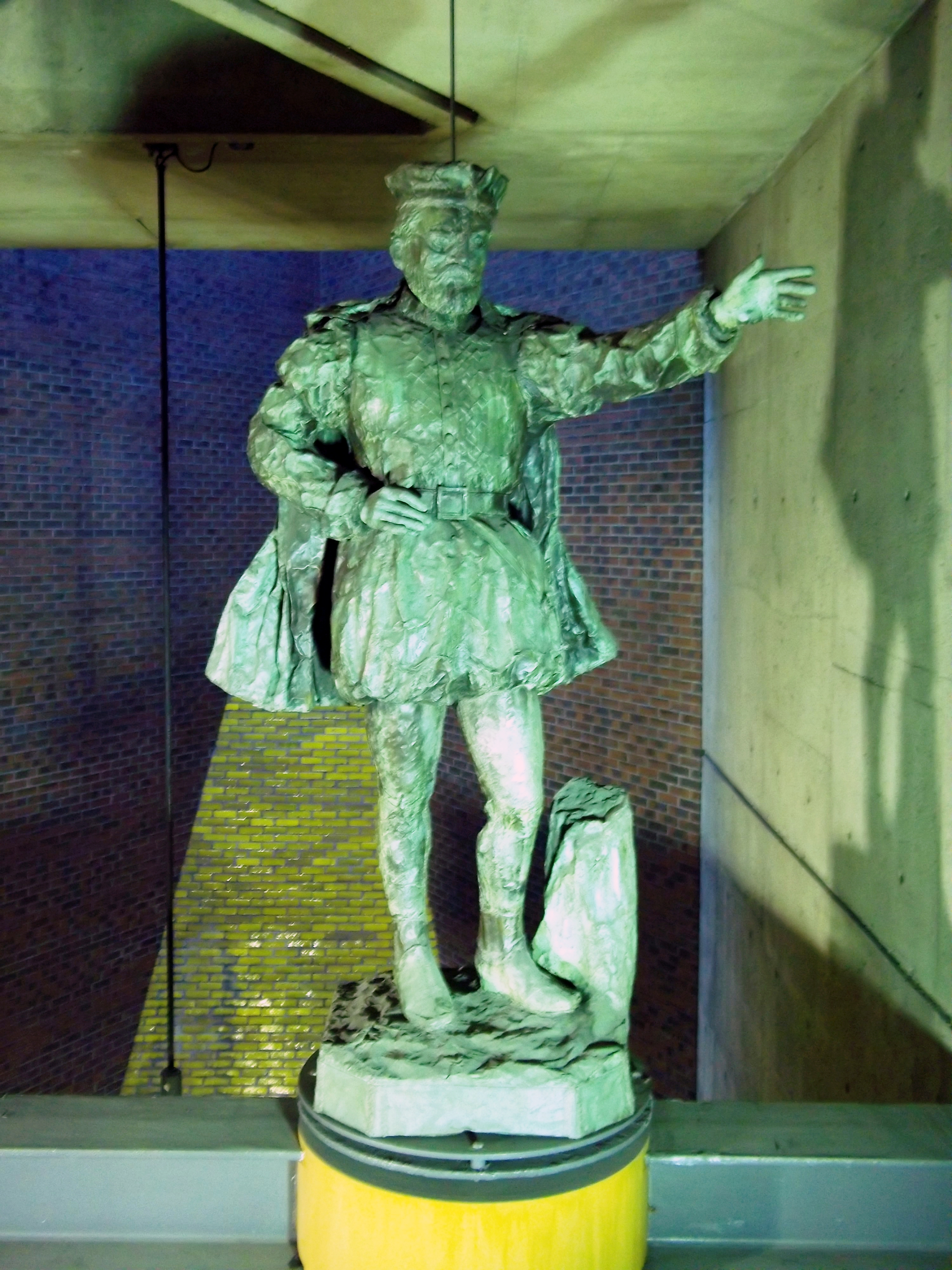
Jacques-Cartier-Statue

Von der Decke der geräumigen Stationshalle hängt ein Mobile von Jacques de Tonnancour herab. Das namenlose Werk ist 7,6 Meter hoch und hat einen Durchmesser von 3 Metern. Es besteht aus drei Aluminiumröhren, deren Innenseiten emailliert sind. Das Mobile dreht sich mit dem Fahrtwind, ursprünglich war ein kleiner Motor eingebaut.
Ebenfalls an der künstlerischen Gestaltung der Station war Architekt Julien Hébert beteiligt. Er schuf ein über 20 Meter langes Wandbild aus emaillierten Ziegeln. Es stellt die Worte Bonheur d’occasion dar, den Titel des ersten Romans der frankokanadischen Autorin Gabrielle Roy. Die Handlung des Romans spielt sich im Montrealer Stadtteil Saint-Henri in den 1940er Jahren ab.
Auf der Place Saint-Henri stand seit 1893 auf einem Brunnen ein Denkmal zu Ehren des französischen Entdeckers Jacques Cartier. Das Werk des Bildhauers Joseph-Arthur Vincent wies nach fast hundert Jahren zunehmend Witterungsschäden auf. 1992 schuf Jules Lasalle eine Kopie aus synthetischem Material, während die Originalstatue in einen Lichtschacht der darunter liegenden Metrostation versetzt wurde.

## Geschichte
Die Eröffnung der Station erfolgte am 28. April 1980, zusammen mit dem Teilstück von Bonaventure her. Knapp anderthalb Jahre lang war Place-Saint-Henri die westliche Endstation der orangen Linie, bis diese am 7. September 1981 nach Snowdon verlängert wurde. Namensgeber ist die Place Saint-Henri, ein kleiner öffentlicher Platz zwischen der Rue Saint-Jacques und der Rue Notre-Dame. Seinen Namen erhielt er von einer im Jahr 1810 errichteten Kapelle, die dem heiliggesprochenen deutschen Kaiser Heinrich II. geweiht ist. Während der Planungsphase war die Bezeichnung Les Tanneries vorgesehen.
1989 entstanden in der Station Place-Saint-Henri mehrere Szenen des Films Jesus von Montreal von Denys Arcand.